# Angustia, no, no
Angustia, no, no fue el quinto y último álbum de estudio publicado por la banda argentina Fun people, editado en 2000.

## Ficha técnica
Grabado y mezclado en el año 2000 en "Del Cielito Records" por Juanjo Burgos y asistido por Martin. Masterizado por Mario Siperman en el Loto Azul.
El diseño y arte es de Boom Boom Kid. Armado por Federico Minuchin en los Sputnik Design Studios.
Fun People esa semana fue: Boom Boom kid en voz, Gori en guitarras, Pelado en bajo y Chelo en batería.

## Lista de canciones
1. «Perdidos»
2. «Hoy para hoy»
3. «Born Free»
4. «Mea culpa»
5. «Looking for»
6. «Piaf»
7. «Touch me»
8. «Dreams in trouble»
9. «King of the underground»
10. «We want more»
11. «No llores»
12. «Oro»
13. «Angustia, No, No»
14. «A la espera»

## Miembros
- Carlos Rodríguez: Voz
- Carlos Loncharich: Guitarra y coros
- Darío López: Bajo
- Marcelo Vidal: Batería

- Datos: Q5676865